# Frontera entre Kiribati i Tuvalu
La frontera entre Kiribati i Tuvalu es completament marítima i es troba a l'oceà Pacífic. Delimita la zona econòmica exclusiva entre els dos països. Pel que fa a Kiribati, la frontera delimita les illes Gilbert. El tractat és compost de 20 punts
- Punt 1 :4° 17' 49.25" S 172° 58' 44.44" E
- Punt 2 :4° 17' 32.56" S 172° 59' 45.09" E
- Punt 3 :4° 07' 52.74" S 173° 34' 31.07" E
- Punt 4 :4° 06' 35.94" S 174° 23' 40.51" E
- Punt 5 :4° 06' 24.42" S 174° 33' 23.74" E
- Punt 6 :4° 05' 37.24" S 175° 12' 58.04" E
- Punt 7 :4° 05' 15.68" S 175° 31' 12.29" E
- Punt 8 :4° 04' 50.79" S 175° 51' 52.69" E
- Punt 9 :4° 04' 30.72" S 176° 08' 51.89" E
- Punt 10 :4° 07' 46.81" S 176° 21' 02.32" E
- Punt 11 :4° 09' 42.69" S 176° 28' 25.32" E
- Punt 12 :4° 11' 14.84" S 176° 34' 31.13" E
- Punt 13 :4° 13' 30.88" S 176° 43' 40.38" E
- Punt 14 :4° 17' 27.37" S 176° 59' 41.16" E
- Punt 15 :4° 21' 42.11" S 177° 16' 58.11" E
- Punt 16 :4° 17' 03.38" S 177° 48' 17.68" E
- Punt 17 :4° 12' 44.47" S 178° 17' 11.74" E
- Punt 18 :4° 09' 32.47" S 178° 38' 31.34" E
- Punt 19 :3° 57' 56.03" S 179° 55' 23.82" E
- Punt 20 :3° 57' 47.21" S 179° 56' 23.79" E